# Dunkelbunt

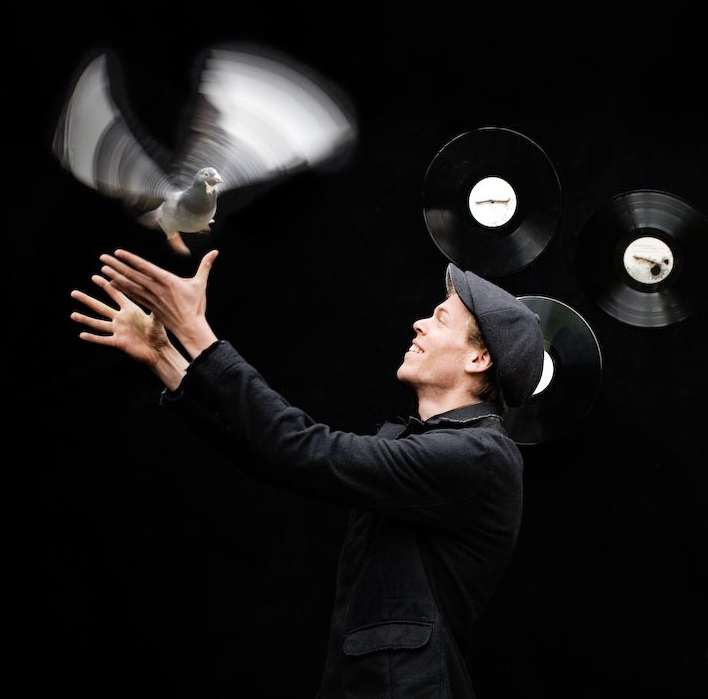
Ulf Lindemann alias Dunkelbunt

Dunkelbunt (* Dezember 1979 in Hamburg; Eigenschreibweise [dunkelbunt]; bürgerlich Ulf Lindemann) lebt seit 2001 als freischaffender Künstler in Wien. Er arbeitet als Musiker, Musikproduzent, Bandleader, DJ und Betreiber seines eigenen Plattenlabels.

## Leben und Wirken
1998 gründete Ulf Lindemann das Projekt namens [dunkelbunt]; zuerst als Veranstaltungsreihe und Plattenlabel, seit 2001 das Pseudonym, unter dem Ulf Lindemann komponiert, produziert oder mit seiner Band, als Pianist oder als DJ auftritt. Seine Touren führten ihn nach Europa, Afrika, Asien, Australien, Kanada, Israel und die USA.
Er arbeitet und lebt mit seiner Frau und seinen drei Kindern in Wien.

## Musik
Dunkelbunt produziert elektronische Musik und gilt als einer der Pioniere des Fusionierens von südosteuropäischer Folklore, Klezmer und Swing mit elektronischer Musik (siehe Electroswing, Balkan beats). Er prägt mit Zeitgenossen wie Waldeck, Parov Stelar oder Shantel die Musikgenres Electroswing und Balkan Beats.
Auf seinen Alben präsentiert er Songs und Remixes in Kollaboration mit Gastmusikern und Songtexten in zahlreichen Sprachen. Charakteristisch für seinen musikalischen Stil sind die Vermischung von elektronischen und organischen Instrumentierungen und Rhythmen aus aller Welt, Mosaike aus Klängen, Soundschnipseln und Field Recordings von seinen Reisen. 
In den letzten Jahren ergaben sich dabei unter anderem Kooperationen mit:
Fanfare Ciocărlia, Boban Markovic Orkestar, Protoje, Sara Lugo, Harri Stojka, Dela Dap, Amsterdam Klezmer Band, Bassnectar, Alix oder Nix, Waldeck, 5nizza, 17 Hippies, The Cat Empire, Neşe Karaböcek, RAF Camora, A-WA.

## Diskographie
Alben:
- 2003: Wackelkontakt (Dunkelbunt Rec.)
- 2004: Mandeltraeume (Dunkelbunt Rec.)
- 2005: Balkan Hot Step (Dunkelbunt Rec.)
- 2007: Morgenlandfahrt (Dunkelbunt Rec)
- 2009: Sun Dub  A Spicy Blend (Poets Club Rec.)
- 2009: Rain Rain Drops & Elephants – Piranha ReInterpretations (Piranha Records)
- 2010: Sun Dub Vol. 2 – A Spicy Blend (Prepared by Dunkelbunt)
- 2012: Picnic with [dunkelbunt] (Poets Club Rec.)
- 2015: Mountain Jumper (Dunkelbunt Rec.)
- 2019: The Vienna Tapes  (Dunkelbunt Rec.)
- 2019: Asia_files (Dunkelbunt Rec.)
- 2022: Dunkelbunt Social Club  (Dunkelbunt Rec.)

Singles:
- 2006: The Chocolate Butterfly (Chat Chapeau)
- 2007: Smile on Your Face (Chat Chapeau)
- 2008: Cinnamon Girl (Chat Chapeau)
- 2009: Kebab Connection (Poets Club Rec.)
- 2009: Kebab Connection Remixes (Poets Club Rec.)
- 2010: Gipsy Doodle (Poets Club Rec.)
- 2012: Schlawiener (Poets Club Rec.)
- 2013: Ich Grill Mir Die Abendsonne (Poets Club Rec.)
- 2013: Boomerang (Poets Club Rec.)
- 2014: Egal (Poets Club Rec.)
- 2015: The River (Poets Club Rec.)
- 2016: Wish (Dunkelbunt Rec.)
- 2017: Space Walker (Dunkelbunt Rec.)
- 2018: Le Ta Jaoji (Dunkelbunt Rec.)
- 2018: L'amoure fidèle (Dunkelbunt Rec.)
- 2018: I' a tribe (APE)
- 2018: Really like you - Sara Lugo, Protoje [dunkelbunt remix] (oneness rec)
- 2018: Viens Avec Moi ft Lisa Cantabile (Dunkelbunt Rec.)
- 2018: Ufos over Bengaluru (Dunkelbunt Rec.)
- 2019: Velavan feat. Anuradha Genrich (Dunkelbunt Rec.)
- 2019: Mia Kwa Mia (Transglobal District Rec.)
- 2019: Modus Oprandi (Transglobal District Rec.)
- 2019: Hiroshima mon amour (Transglobal District Rec.)
- 2020: Istanbul’a – Santi & Tuğçe (Transglobal District Rec.)
- 2020: Days of Isolation (Transglobal District Rec.)
- 2020: Two Dancing Cranes (Transglobal District Rec.)
- 2020: Istanbul’a – Santi & Tuğçe [dunkelbunt remix] (Transglobal District Rec.)
- 2021: Ideocello - Marie Spaemann, Christian Bakanic [dunkelbunt remix] (Transglobal District Rec.)
- 2021: Lemon Cello (Transglobal District Rec.)
- 2022: Puzzle - Dream Noir [dunkelbunt remix] (Transglobal District Rec.)
- 2022: Yallah (Transglobal District Rec.)
- 2022: First Aid Klezmer - Fanfare Ciocarlia [dunkelbunt remix] (Transglobal District Rec.)
- 2023: Good Husband - Masha Natanson, DJ Click [dunkelbunt remix]  (Transglobal District Rec.)
- 2023: My sister Ukraine - Masha Natanson, DJ Click [dunkelbunt remix] (Transglobal District Rec.)

Compilations:
- 2000: The Undiscovered Sounds of Hamburg Vol. 1 (Dunkelbunt Recordings)
- 2001: The Undiscovered Sounds of Hamburg Vol. 2 (Dunkelbunt Recordings)
- 2002: The Undiscovered Sounds of Hamburg Vol. 3 (Dunkelbunt Recordings)
- 2006: Colors (Direct Club)
- 2006: Ostklub Kapitel 1 (Chat Chapeau)
- 2007: Balkanology (Runway Music)
- 2007: DJ Click Flavour (No Fridge)
- 2007: Balkanica! (Feel Good Productions)
- 2007: Klassik Lounge 6 (High Music)
- 2007: Gypsy Beats and Balkan Bangers 2 (Atlantic Jaxx Recordings)
- 2007: Namaste Vol. 5 (Blue Flame Records)
- 2007: Gipsy Beat (Petrol Records)
- 2007: Beginners Guide to Eastern Europe (Demon Music)
- 2008: The Balkan Club Night (Club Star)
- 2008: Catersport 2 (Ala Bianca)
- 2008: Beginners Guide to Belly Dance (Demon Music)
- 2008: Instant Vol. 4 (Mama Records)
- 2008: Sangennarobar 2008 (microcosmodischi)
- 2008: Moondomix Experience (Mondomix)
- 2008: Coup d’etat 3 (Shock Records)
- 2008: Balkan Fever (Wagram Music)
- 2008: Ostklub Kapitel 2 (Chat Chapeau)
- 2008: Fm4 Soundselection 19 (Universal Music)
- 2008: Go Tan Go (Warner Music Poland)
- 2008: Fm4 Soundselection 16 (Universal Music)
- 2008: Balkan Compilation (Doublemoon)
- 2009: The Rough Guide To Gypsy Revival (Worldmusic Network)
- 2009: Jalla Club Compilation No. 1 (Jimyz Music)
- 2009: Electro Swing (Wagram)
- 2009: Viertelbar Compilation 3/4 (Viertelbar)
- 2009: I Love Balkan Music (Suna Bar/clubstar)
- 2009: Sangennarobar 2009 (Microcosmodischi)
- 2009: Swing Style Vol 2 (Suna Bar/Clubstar)
- 2009: Balkan Beats – A Night At Berlin (Piranha)
- 2009: Bellylicous 3 (Emi Music)
- 2009: Kultur Kantine Exotic Lounge Session (Sony Music)
- 2009: First (Warner Music)
- 2009: Made in Russia (Suna Bar/Clubstar)
- 2009: Eine Welt, Eine Zukunft (Inwent)
- 2009: World Tour II – Balkan Basics (Kulturspiegel/Sony Music)

Remixe auf Singles/Alben:
- 2006: Single: !DelaDap – Lautlos (Chat Chapeau)
- 2008: Single: Orient Expression – Istanbul 1:26 a.m. (Poets Club Rec.)
- 2009: Album: Watcha Clan – Diaspora Remixed Album (Piranha Music)
- 2009: Single: Analogik – Gipsy Doodle (Urban World Records)